# Opisthograptis trimacularia
Opisthograptis trimacularia är en fjärilsart som beskrevs av John Henry Leech 1897. Opisthograptis trimacularia ingår i släktet Opisthograptis och familjen mätare. Inga underarter finns listade i Catalogue of Life.